# 巴拉-杜罗沙
巴拉-杜罗沙（葡萄牙語：Barra do Rocha）是巴西巴伊亚州的一个市镇。总面积192.556平方公里，总人口6347人，人口密度33人/平方公里。